# Cratere Jansha
Jansha è un cratere sulla superficie di Encelado.